# Atoconeura
Atoconeura là một chi chuồn chuồn ngô thuộc họ Libellulidae.
Chi có các loài sau:
- Atoconeura aethiopica Kimmins, 1958
- Atoconeura biordinata Karsch, 1899
- Atoconeura eudoxia (Kirby, 1909)
- Atoconeura kenya Longfield, 1953
- Atoconeura luxata Dijkstra, 2006 - Western Highlander[2]
- Atoconeura pseudeudoxia Longfield, 1953